# Riesendornschrecke
Die Riesendornschrecke, Große Dornschrecke oder Glatte Gespenstschrecke (Trachyaretaon carmelae, Syn.: Trachyaretaon brueckneri) ist eine Art aus der Ordnung der Gespenstschrecken. Der Name Riesendornschrecke wird gelegentlich auch für die größere Eurycantha calcarata verwendet, welche aber unter dem Namen Dorngespenstschrecke besser bekannt ist. Der deutsche Name ist für Trachyaretaon carmelae insoweit passend, als es sich bei dieser Art um den bisher größten bekannten Vertreter der Unterfamilie Obriminae handelt.

## Merkmale
Weibchen erreichen eine Länge von 135 Millimetern. Männchen bleiben mit 75 Millimetern Länge deutlich kleiner. Die in beiden Geschlechtern flügellosen Tiere haben gelbe Augen und sind meist hell- bis dunkelbraun gefärbt. Gelegentlich treten Tiere mit ins rötliche (meist weibliche) oder grünliche (meist männliche) abweichenden Brauntönen auf. Die Hinterränder der der Segmente des Abdomens und des Prothorax sind heller, orangebraun oder rosabräunlich gefärbt. Weibchen haben gelegentlich ein oder zwei weiße Hinterleibssegmente und häufig auch kleine weiße Bereiche auf dem Thorax (beispielsweise paarige weiße Flecke auf dem Mesothorax). Der Habitus entspricht dem der restlichen Unterfamilie Obriminae. Die seitlichen Ränder von Meso- und Metathorax sind gekielt und deutlich gezackt (gezähnt). Beide Thoraxsegmente werden nach hinten breiter, wobei der Hinterrand des Mesothorax deutlich breiter ist, als der Vorderrand des Metathorax, dessen Hinterrand die breiteste Stelle des Körpers ist. Auf Meso- und Metathorax erhebt sich je ein Paar sehr kurzer Dornen, welche die höchste Stelle des Thorax bilden und von unauffälligeren, kleinen Dornen umgeben sind. Insgesamt sind adulte Tiere weniger bedornt als viele andere Vertreter der Gattung und habe eine relativ glatte und glänzende Körperoberfläche, was den Namen Glatte Gespenstschrecke erklärt.

## Vorkommen und Systematik
Trachyaretaon carmelae ist auf den zu den Philippinen gehörenden Babuyan-Inseln heimisch. Ireneo L. Lit, Jr. und Orlando L. Eusebio beschrieben die Art im Jahr 2005 an Tieren, die im Jahr zuvor auf der Insel Dalupiri  gesammelt wurden und hinterlegten als Holotypus ein weibliches Tier, sowie diverse Paratypen, darunter auch Männchen, Nymphen und Eier, an der University of the Philippines in Los Baños. Sie benannten die Art nach Carmela S. Española, die den Holotypus bei der Begleitung des Babuyan-Expeditionsteams gefunden hatte.
Bereits 2003 wurden auf der Nachbarinsel Calayan Tiere gesammelt, die von Oskar V. Conle und Frank H. Hennemann als Trachyaretaon brueckneri beschrieben wurden. Der Artzusatz wurde zu Ehren von Martin Brückner gewählt, einem Münchener Biologen und Freund der Autoren. Ein männliches Tier wurde als Holotypus in der Zoologische Staatssammlung München hinterlegt. Der bereits vor der Veröffentlichung der Artbeschreibung auf verschiedenen Internetseiten inklusive Fotos der Art angekündigte Name, wurde in der Beschreibung von Trachyaretaon carmelae durch Lit und Eusebio erwähnt. Sie unterscheiden ihre Art von Trachyaretaon brueckneri lediglich anhand einer hellen Zeichnung des fünften Abdominalsegmentes. Die Beschreibung von Trachyaretaon brueckneri wurde aufgrund von Verzögerungen bei deren Veröffentlichung erst 2006 publiziert. Schnell war klar, dass es sich bei beiden um Vertreter derselben Art handelt und dem von Lit und Eusebio vergebenen Namen aufgrund der früher veröffentlichten Beschreibung der Vorrang zu geben ist. Trachyaretaon brueckneri wurde seitdem sowohl von den Autoren der Art, als auch von denen anderer Arbeiten als Trachyaretaon carmelae bezeichnet, bevor sie 2023 von Hennemann formal synonymisiert wurde.

## Lebensweise und Fortpflanzung

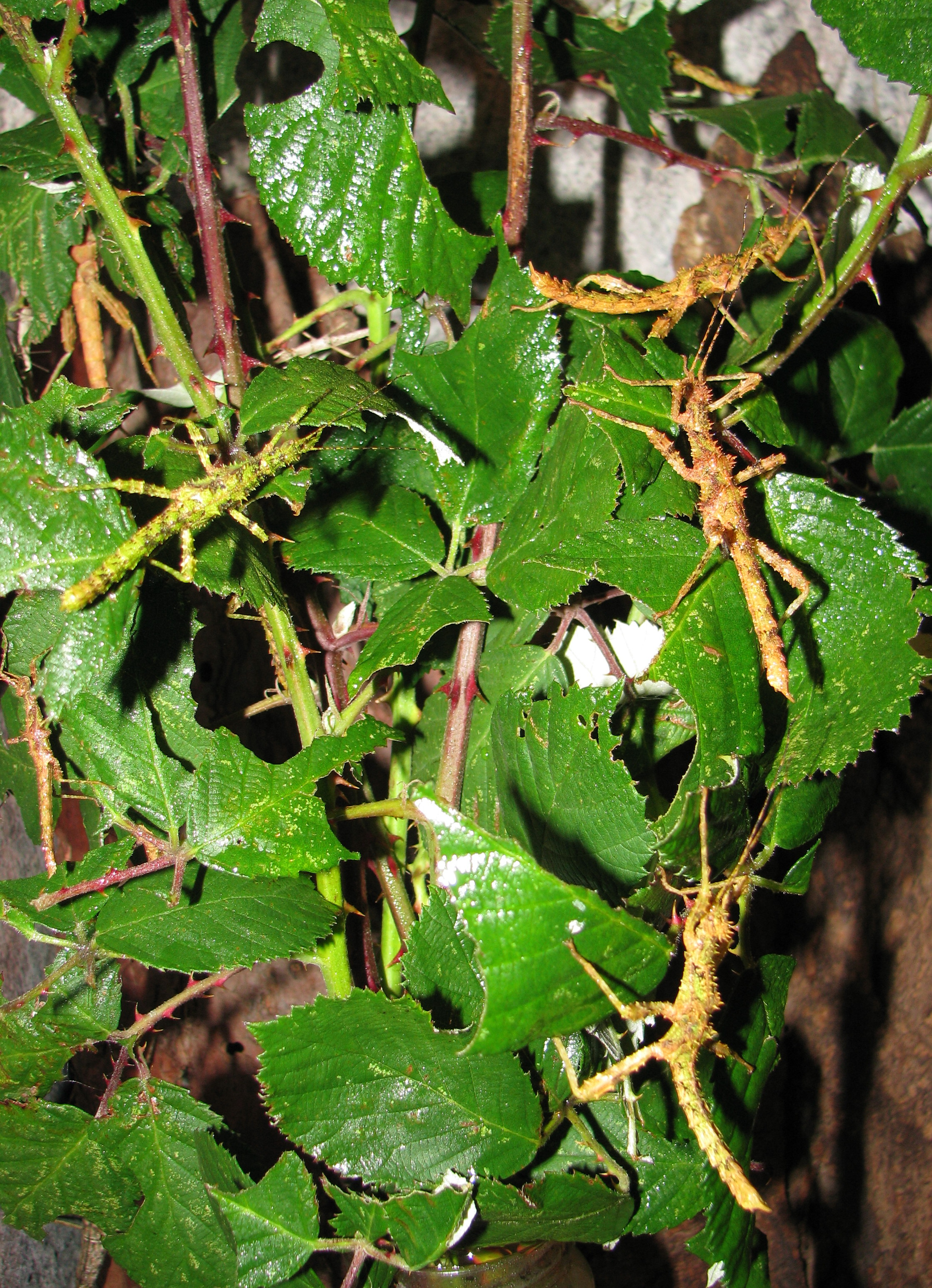
Verschieden gefärbte Nymphen

Die nacht- und dämmerungsaktiven Tiere sitzen meist auf den Nahrungspflanzen. Die adulten Männchen lassen sich oft wochenlang von den Weibchen herumtragen. Fehlen adulte Weibchen, besteigen sie auch die Weibchen anderer Vertreter der Familie Heteropterygidae. Bei der Paarung schiebt das Männchen einen grünlich gefärbten Samenträger (Spermatophore) unter die Subgenitalplatte des Weibchens. Die zylindrischen, etwa fünf Millimeter langen und rund drei Millimeter breiten, dunkelbraunen Eier werden mittels des leicht gebogenen Legestachels (sekundärer Ovipositor) vom Weibchen in den Boden abgelegt. Sie ähneln dem Kot der Tiere und erinnern stark an die der Kleinen Dornschrecke (Aretaon asperrimus), von denen sie sich nur an der schwer zu erkennenden, einem auf dem Kopf stehenden „Y“ ähnelnden Mikropylarplatte unterscheiden lassen. Am Vorderpol der Eier befindet sich ein kreisrunder Deckel (Operculum), welchen die Nymphen bei ihrem drei bis vier Monate nach der Eiablage erfolgendem Schlupf aufdrücken. Die sehr variabel gefärbten Nymphen wachsen in den nächsten sieben Monaten zu erwachsenen Tieren heran. Die Imagines leben dann noch einmal fünf bis acht Monate.

## Terraristik
Die Riesendornschrecke ist bereits seit 2004 in den Terrarien der Liebhaber zu finden. Sie wurde zunächst als Trachyaretaon brueckneri verteilt und stellt an die Haltungsbedingungen keine hohen Ansprüche. Mit dem Laub von Brombeeren lässt sie sich problemlos ernähren. Außerdem werden auch Eichen, Feuerdorn, Efeu und Hasel angenommen. Eine leicht feuchte, einige Zentimeter dicke Bodenschicht oder ein entsprechend gefüllter Blumentopf müssen im Terrarium vorhanden sein, um den Weibchen die Eiablage zu ermöglichen. Temperaturen ab 22 °C und eine Luftfeuchtigkeit von 75 Prozent, welche man durch regelmäßiges Besprühen mit lauwarmem Wasser erreicht, genügen zur Zucht.
Die Art wird von der Phasmid Study Group unter der PSG-Nummer 255 geführt und wurde bis Mitte 2024 als Trachyaretaon brueckneri angesprochen. Da der Zuchtstamm auf die von Conle und Hennemann eingeführten Tiere zurückgehen, muss er korrekt als Trachyaretaon carmelae 'Calayan Island' bezeichnet werden.
Von Philip Edward Bragg ist der Biss eines Weibchens in sein Handgelenk dokumentiert worden, ein Verhalten, welches für Gespenstschrecken eher außergewöhnlich ist.

## Bilder

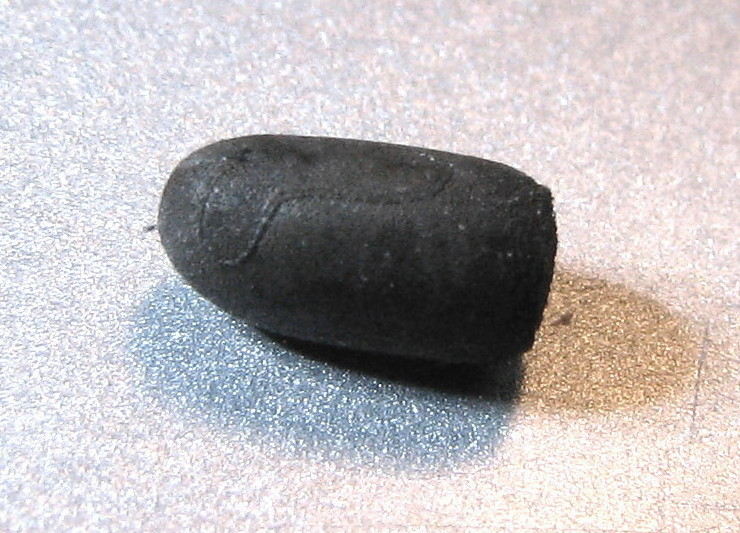
Ei
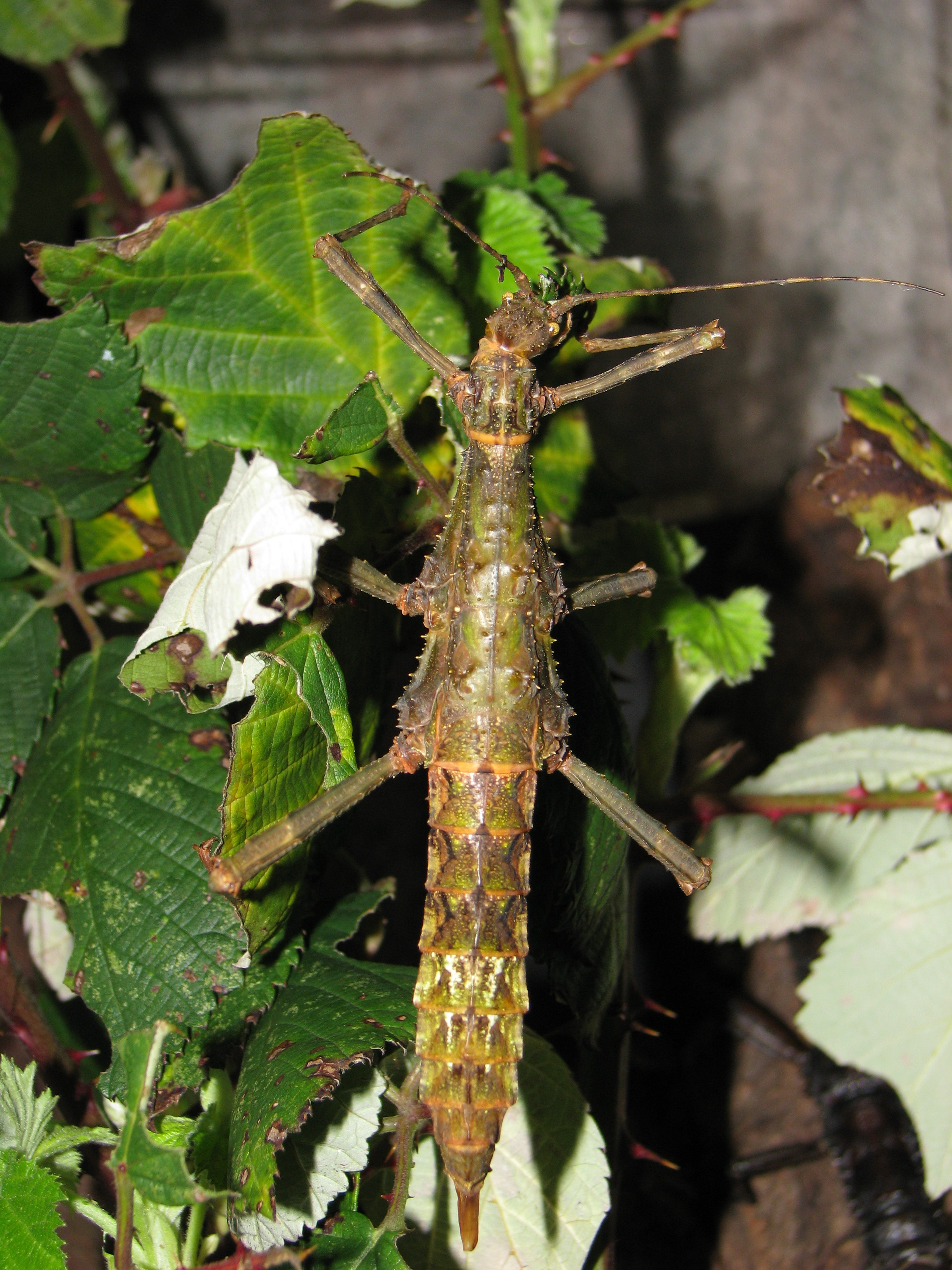
Weibchen
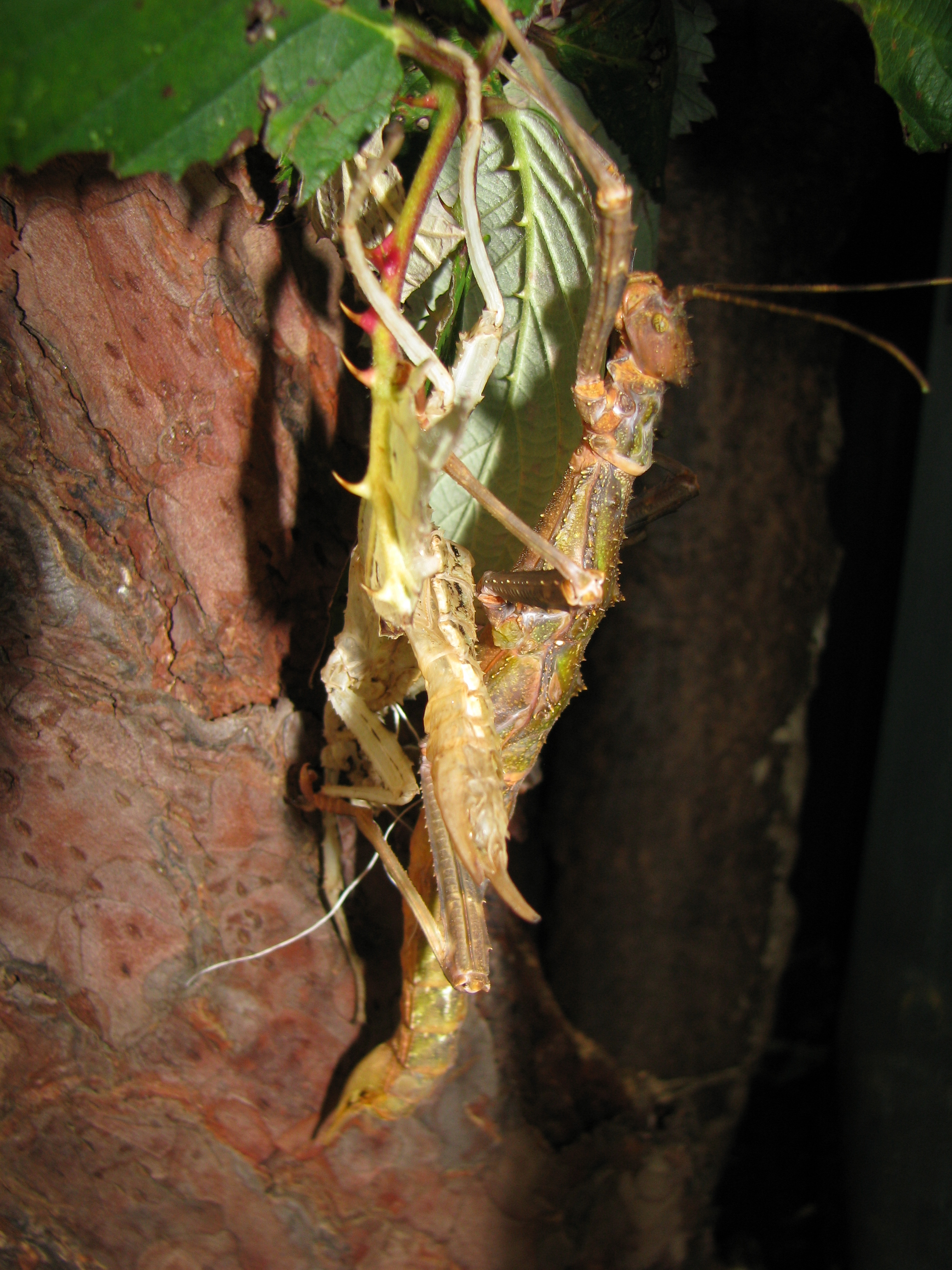
Weibchen an Exuvie
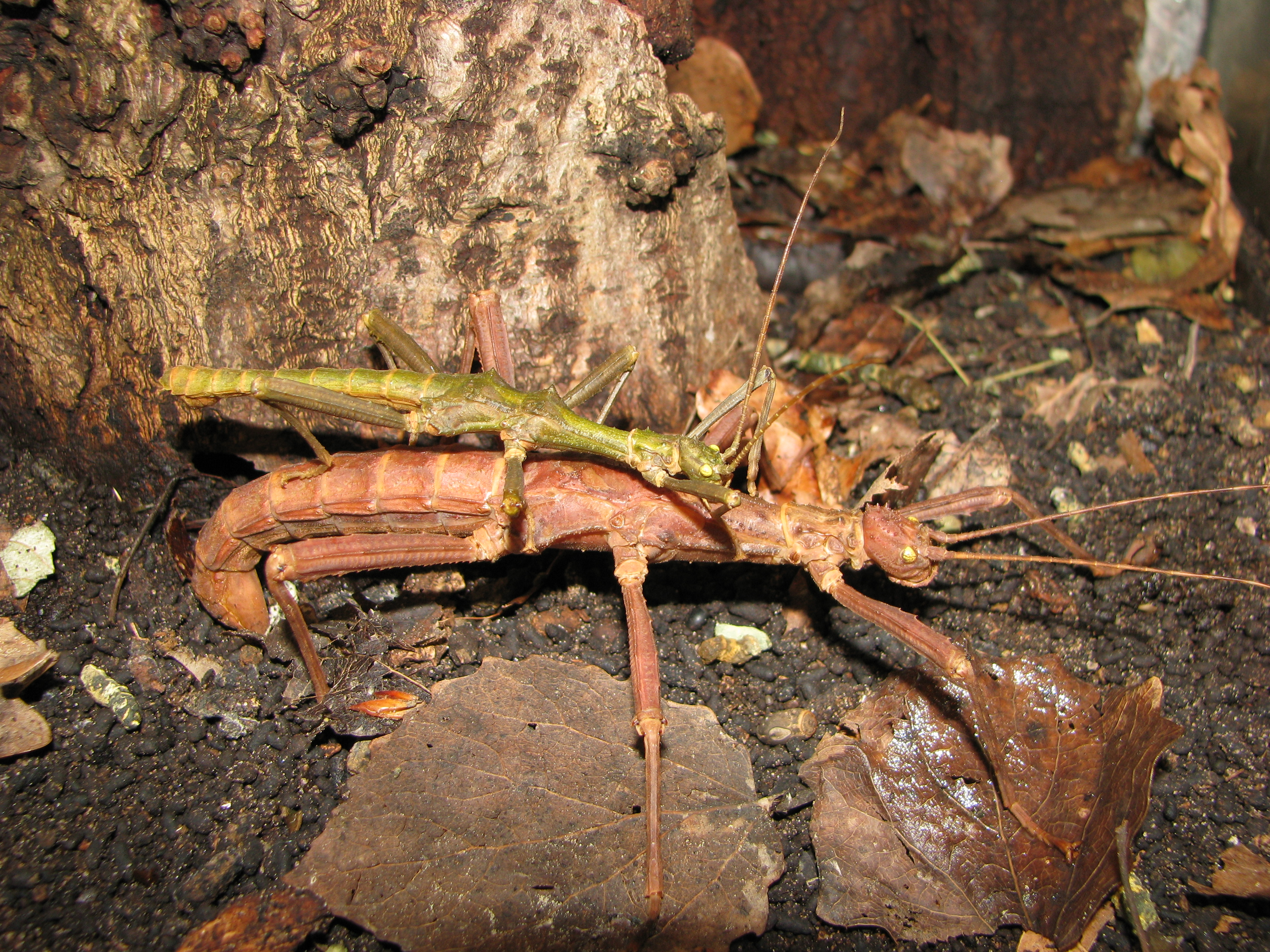
Pärchen, Weibchen bei der Eiablage